# Делара Бурхардт
Делара Бурхардт (нім. Delara Burkhardt; нар. 3 листопада 1992, Гамбург, Німеччина) — німецька політична дічка, член Соціал-демократичної партії Німеччини, депутат Європейського парламенту з 2019 року. Член комітету Європейського парламенту з охорони навколишнього середовища, громадського здоров'я та продовольчої безпеки.
Окрім членства в комітеті Бурхардт, є членом міжгрупи Європейського парламенту з прав ЛГБТ, міжгрупи Європейського парламенту у справах морів, річок, островів і прибережних зон і робочої групи Європейського парламенту з питань відповідального ведення бізнесу.
Бурхардт виросла в громаді Зік землі Шлезвіг-Гольштейн. У 2012—2016 роках здобувала освіту в галузі політології в Кільському університеті.
23 жовтня 2020 року взяла шефство над Олегом Мозговим, тренером і політичним в'язнем у Білорусі. 4 лютого 2021 року взяла шефство над Катериною Андрєєвою, білоруською журналісткою та політичною ув'язненою.